# 新東京火力発電所

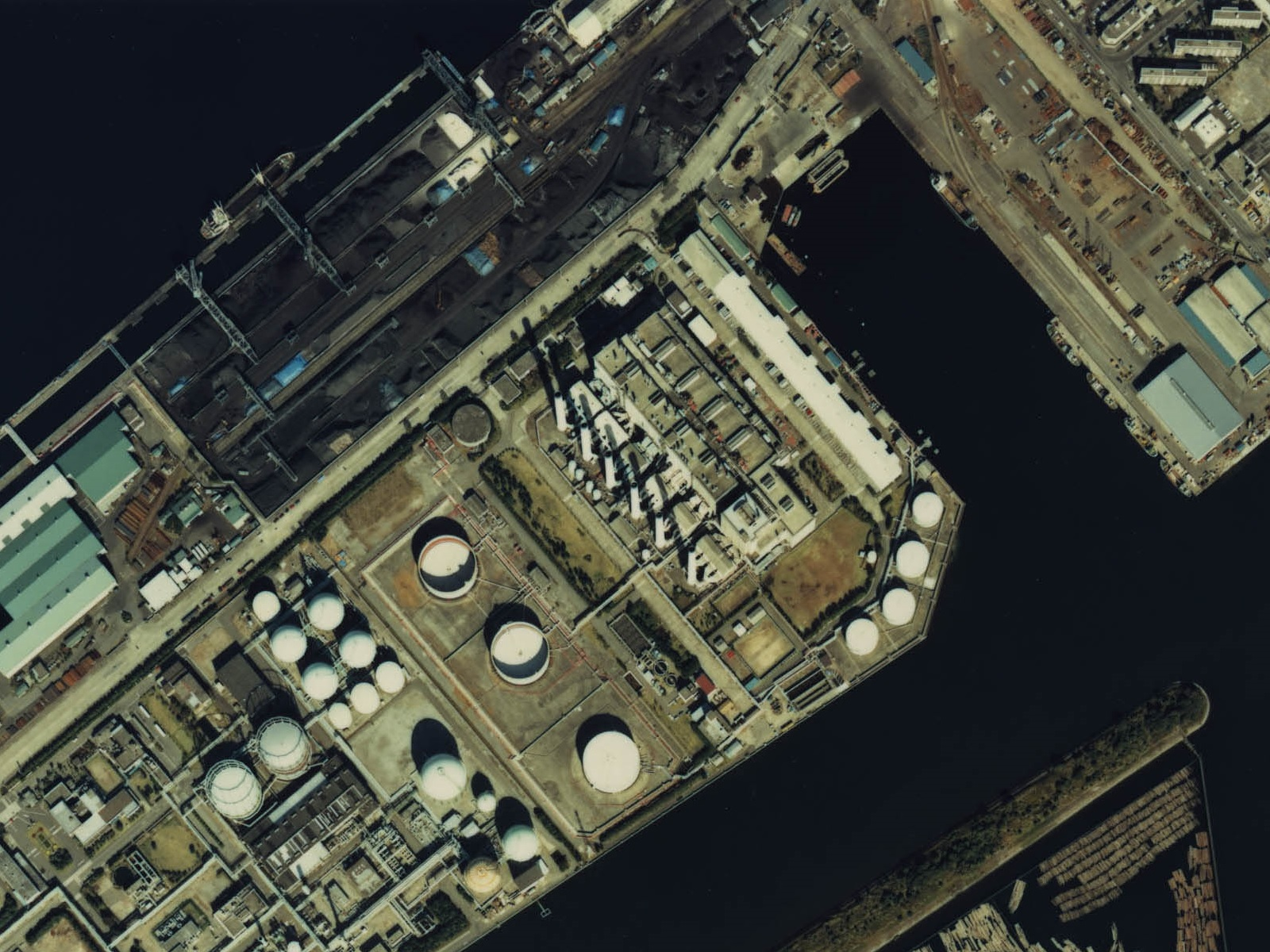
1984年の空中写真

新東京火力発電所（しんとうきょうかりょくはつでんしょ）は、かつて東京都江東区豊洲六丁目にあった東京電力の火力発電所。現在は、新豊洲変電所（地下）やテプコ豊洲ビル（ビッグドラム）などが立地しているほか、超高層マンションのSKYZ TOWER&GARDENやBAYZ TOWER&GARDENが立地している。

## 概要
1956年に1号機が運転を開始、6号機までが建設された。当初は石炭専焼だったが、1973年に重油専焼に転換した。最後の国内炭専焼火力であった。
その後、老朽化に伴い廃止され、跡地には、1993年に豊洲ガスタービン発電所が建設された。
2000年にはその発電所も廃止となり、地下式では世界初の50万V変電所である新豊洲変電所が建設された。

## 廃止された発電設備
- 総出力：48.2万kW[3]

1号機（廃止）
定格出力：6.6万kW
使用燃料：重油（当初は石炭）
熱効率：32.3%（高位発熱量基準）
営業運転期間：1956年2月13日 - 1984年
2号機（廃止）
定格出力：6.6万kW
使用燃料：重油（当初は石炭）
熱効率：32.3%（高位発熱量基準）
廃止時期：1984年
3号機（廃止）
定格出力：7.5万kW
使用燃料：重油（当初は石炭）
熱効率：36.2%（高位発熱量基準）
廃止時期：1991年8月29日（1984年以降休止）
4号機（廃止）
定格出力：7.5万kW
使用燃料：重油（当初は石炭）
熱効率：36.2%（高位発熱量基準）
廃止時期：1991年8月29日（1984年以降休止）
5号機（廃止）
定格出力：7.5万kW
使用燃料：重油（当初は石炭）
熱効率：36.2%（高位発熱量基準）
廃止時期：1991年8月29日（1984年以降休止）
6号機（廃止）
定格出力：12.5万kW
使用燃料：重油（当初は石炭）
熱効率：37.2%（高位発熱量基準）
営業運転期間：1958年11月14日 - 1991年8月29日（1984年以降休止）

### 豊洲ガスタービン発電所
- 総出力：8.4万kW

1号ガスタービン（廃止）
発電方式：ガスタービン発電方式
定格出力：4.2万kW
使用燃料：重油
営業運転期間：1993年2月26日 - 2000年
2号ガスタービン（廃止）
発電方式：ガスタービン発電方式
定格出力：4.2万kW
使用燃料：重油
営業運転期間：1993年 - 2000年